# スーパーJチャンネルあきた
『スーパーJチャンネルあきた』（スーパージェイチャンネルあきた）は、1998年10月5日から2015年3月26日まで秋田朝日放送で放送されていた夕方のローカルワイドニュース番組である。
コメンテーターの起用、双方向機能を持たせた番組連動データ放送「あきたのみんなでソラをライブ」の実施などにより、県内他局の番組との差別化を図っていた。

## 放送時間
いずれも日本標準時。
- 月曜 - 金曜 18:30 - 18:56 （1998年10月5日 - 2000年9月29日）
- 月曜 - 金曜 18:17 - 18:56 （2000年10月2日 - 2011年4月1日）
- 月曜 - 金曜 16:52 - 18:56 （2011年4月4日 - 2011年9月30日）
- 月曜 - 木曜 16:52 - 18:56 （2011年10月3日 - 2012年9月27日）
- 月曜 - 木曜 16:50 - 18:55 （2012年10月1日 - 2015年3月26日）

## キャスター
| 期間      | 期間       | メイン   | メイン              | 天気のじかん |
| 期間      | 期間       | 男性     | 女性                | 天気のじかん |
| --------- | ---------- | -------- | ------------------- | ------------ |
| 1998.10.5 | 2005.10.31 | 塩畑弘之 | 千田まゆこ 石井陽子 | （不在）     |
| 2005.11.1 | 2006.3.31  | 塩畑弘之 | 石井陽子            | （不在）     |
| 2006.4.3  | 2007.3.30  | 高橋正和 | 小田正実            | （不在）     |
| 2007.4.2  | 2008.9.26  | 高橋正和 | 千田まゆこ          | （不在）     |
| 2008.9.29 | 2009.2.27  | 高橋正和 | 千田まゆこ          | 椿田恵理子   |
| 2009.3.2  | 2009.9.30  | 高橋正和 | 後藤明日香          | 椿田恵理子   |
| 2009.10.1 | 2010.10.1  | 高橋正和 | 後藤明日香          | 柏木千春     |
| 2010.10.4 | 2011.4.1   | 和気徹児 | 千田まゆこ          | 柏木千春     |
| 2011.4.4  | 2012.3.29  | 和気徹児 | 千田まゆこ          | 藤盛由果     |
| 2012.4.2  | 2013.9.26  | 和気徹児 | 塩地美澄            | 藤盛由果     |
| 2013.9.30 | 2014.3.27  | 高橋正和 | 塩地美澄            | 藤盛由果     |
| 2014.3.31 | 2015.3.26  | 高橋正和 | 本多真弓            | 福盛田悠     |

- 北田牧子（ミニコーナー担当、レギュラー陣が不在時には代理出演）

## 備考
- 以前は、テレビ朝日でこの時間に放送されている「奥様鑑定団」「噂の検証人」「ラッシャー板前の便利屋大将」などのコーナーも設けていた。なお、2013年9月30日からは「きょうナビ」を時差ネットしていた。
- キー局にスポーツコーナーが無いため、県内の他局とは違って同時ネットを実施していなかった。
- 当初はモノラル放送だったが、2005年12月1日の地上デジタル放送開始以後はステレオ放送を行っていた。また、2006年7月3日をもってハイビジョン制作へと移行した。
- 2012年4月2日からは、オープニング・エンディング・提供クレジット時のBGMが独自のものになったが、CM前のアイキャッチBGMに関してはテレビ朝日と同じものを使用していた。
- 土曜・日曜には『ANNスーパーJチャンネル』として放送されていた。開局以来、日曜日は選挙などの特別な場合以外、ローカルニュースは放送しなかったが、2007年4月頃[いつ?]からレギュラー放送されるようになった。
- 2011年10月7日からは、金曜放送分が『情報ニュースショー トレタテ!』と題して放送されていた。
- 2012年8月1日にこまちスタジアムで開催された東北楽天ゴールデンイーグルス×福岡ソフトバンクホークスの試合の様子をニュースの内容として一部中継したが、J SPORTSの映像をそのまま放送した[要説明]。
- 天気予報「天気のじかん」では、ウェザーニューズと提携した「あきたのみんなでソラをライブ」と称した視聴者参加型の双方向のコーナーがあり、視聴者がインターネットに接続されたテレビ(データ放送)、または携帯電話から現在の天気の情報を送信し、集計した結果を紹介する。一方で、他局とは違い、台風の進路予報以外では実況天気図や予報天気図を用いず、天気情報のみを放送している。
- 2013年9月30日以降は、コメンテーターが常時1名出演していた。
- 番組は同タイトルでの放送終了後、金曜の『情報ニュースショー トレタテ!』との再統合によって『スーパーJチャンネルトレタテ!』へとリニューアルした。

## イベント
- 「スーパーJチャンネルライブトーク」（秋田朝日放送、2012年10月）